# Callum Styles
Callum John Styles (Bury, 2000. március 28. –) angliai születésű magyar válogatott labdarúgó, a West Bromwich Albion játékosa.

## Pályafutása

### Klubcsapatokban
Styles a Burnley akadémiáján kezdte pályafutását, de nem jutott el odáig, hogy profi szerződést írjon alá, 16 évesen elengedték.

#### Bury
Az angol harmadosztályú Bury együtteséhez igazolt, ahol 2016. május 8-án, a szezon utolsó meccsén a Southend United ellen lépett pályára először a profik között Anthony Dudley cseréjeként a 75. percben. Csapata ekkor 3–2-es győzelmet aratott. A Burytől később levontak három pontot, miután kiderült, hogy Styles nem volt megfelelően regisztrálva a találkozóra.
2017. február 21-én profi szerződést írt alá a Buryvel két és fél évre.

#### Barnsley
2018. augusztus 6-án 500 000 font ellenében szerződött a League One-ban szereplő Barnsley klubjához négy és fél évre, bár a januári átigazolási időszakig kölcsönben visszatért a Buryhez. 21 alkalommal lépett pályára minden versenysorozatot tekintve a Bury színeiben, mielőtt visszatért nevelőklubjához.
2019. március 9-én debütált a Barnsley csapatában az Accrington Stanley ellen, Mamadou Thiamot váltotta a találkozó folyamán. Első gólját a következő idény utolsó napján, a Brentford ellen jegyezte, így csapata megőrizte tagságát a másodosztályban.
2022. szeptember 2-án 2025-ig hosszabbított a klubbal.

#### Millwall
2022. szeptember 2-án a 2022–2023-as idényre kölcsönvette a Millwall.

#### Sunderland
2024. február 1-jén a szezon végéig szóló kölcsönszerződéssel csatlakozott a Sunderlandhez. Fülöp Márton után ő lett a második magyar labdarúgó, aki a klubban pályára lépett. Február 24-én debütált a bajnokságban a Swansea City elleni 2–1-es vereséggel záruló találkozón. Április 13-án gólpasszt adott Pierre Ekwahnak a West Bromwich Albion ellen 1–0-ra megnyert mérkőzésen.

#### West Bromwich Albion
2024. augusztus 24-én négyéves szerződést írt alá West Bromwich Albion csapatával.

### A válogatottban
Bár Angliában született, nagyszülei révén jogosult a magyar és az ukrán válogatottban való szereplésre is. 2022. március 14-én bekerült a magyar válogatott Szerbia és Észak-Írország elleni barátságos mérkőzésekre készülő keretébe. Március 24-én mutatkozott be a Puskás Arénában zajló Szerbia ellen 1–0-ra elvesztett mérkőzés 70. percében Nagy Zsolt cseréjeként.

## Statisztikái

### Klubcsapatokban
2025. augusztus 16-i állapot szerint.
| Klub                    | Szezon              | Bajnokság           | Bajnokság | Bajnokság | Kupa  | Kupa  | Ligakupa | Ligakupa | Egyéb | Egyéb | Összes | Összes |
| Klub                    | Szezon              | Liga                | Mérk.     | Gólok     | Mérk. | Gólok | Mérk.    | Gólok    | Mérk. | Gólok | Mérk.  | Gólok  |
| ----------------------- | ------------------- | ------------------- | --------- | --------- | ----- | ----- | -------- | -------- | ----- | ----- | ------ | ------ |
| Bury                    | 2015–16             | League One          | 1         | 0         | —     | —     | —        | —        | —     | —     | 1      | 0      |
| Bury                    | 2016–17             | League One          | 13        | 0         | —     | —     | —        | —        | —     | —     | 13     | 0      |
| Bury                    | 2017–18             | League One          | 11        | 0         | —     | —     | —        | —        | 1     | 0     | 12     | 0      |
| Bury                    | 2018–19             | League Two          | 1         | 0         | —     | —     | —        | —        | —     | —     | 1      | 0      |
| Bury (kölcsönben)       | 2018–19             | League Two          | 15        | 0         | 1     | 0     | 1        | 0        | 3     | 0     | 20     | 0      |
| Bury (kölcsönben)       | Összesen            | Összesen            | 41        | 0         | 1     | 0     | 1        | 0        | 4     | 0     | 47     | 0      |
| Barnsley                | 2018–19             | League One          | 7         | 0         | —     | —     | —        | —        | —     | —     | 7      | 0      |
| Barnsley                | 2019–20             | Championship        | 17        | 1         | —     | —     | 1        | 0        | —     | —     | 18     | 1      |
| Barnsley                | 2020–21             | Championship        | 42        | 4         | 3     | 1     | 3        | 0        | 2     | 0     | 50     | 5      |
| Barnsley                | 2021–22             | Championship        | 43        | 3         | 2     | 0     | 1        | 0        | —     | —     | 46     | 3      |
| Barnsley                | 2022–23             | League One          | 6         | 1         | —     | —     | 2        | 0        | —     | —     | 8      | 1      |
| Barnsley                | 2023–24             | League One          | 20        | 3         | 1     | 0     | 1        | 0        | —     | —     | 22     | 3      |
| Barnsley                | Összesen            | Összesen            | 135       | 12        | 6     | 1     | 8        | 0        | 2     | 0     | 151    | 13     |
| Millwall (kölcsönben)   | 2022–23             | Championship        | 22        | 1         | —     | —     | —        | —        | —     | —     | 22     | 1      |
| Sunderland (kölcsönben) | 2023–24             | Championship        | 12        | 0         | —     | —     | —        | —        | —     | —     | 12     | 0      |
| West Bromwich Albion    | 2024–25             | Championship        | 34        | 3         | 1     | 0     | —        | —        | —     | —     | 35     | 3      |
| West Bromwich Albion    | 2025–26             | Championship        | 2         | 0         | —     | —     | 1        | 0        | —     | —     | 3      | 0      |
| West Bromwich Albion    | Összesen            | Összesen            | 36        | 3         | 1     | 0     | 1        | 0        | —     | —     | 38     | 3      |
| Pályafutás összesen     | Pályafutás összesen | Pályafutás összesen | 246       | 16        | 8     | 1     | 10       | 0        | 6     | 0     | 270    | 17     |

1. ↑  Mérkőzései a Football League Trophyban.
2. ↑  Mérkőzései a Football League Trophyban.

### A válogatottban
| Magyarország | Magyarország | Magyarország |
| Év           | Mérk.        | Gólok        |
| ------------ | ------------ | ------------ |
| 2022         | 10           | 0            |
| 2023         | 8            | 0            |
| 2024         | 5            | 0            |
| 2025         | 1            | 0            |
| Összesen     | 24           | 0            |

### Mérkőzései a válogatottban
| Magyarország | Magyarország         | Magyarország                            | Magyarország   | Magyarország | Magyarország | Magyarország    | Magyarország | Magyarország |
| #            | Dátum                | Helyszín                                | Hazai          | Eredmény     | Vendég       | Kiírás          | Gólok        | Esemény      |
| ------------ | -------------------- | --------------------------------------- | -------------- | ------------ | ------------ | --------------- | ------------ | ------------ |
| 1.           | 2022. március 24.    | Budapest, Puskás Aréna                  | Magyarország   | 0 – 1        | Szerbia      | barátságos      | -            | 70'          |
| 2.           | 2022. március 29.    | Belfast, Windsor Park                   | Észak-Írország | 0 – 1        | Magyarország | barátságos      | -            | 82'          |
| 3.           | 2022. június 4.      | Budapest, Puskás Aréna                  | Magyarország   | 1 – 0        | Anglia       | Nemzetek Ligája | -            | 82'          |
| 4.           | 2022. június 7.      | Cesena, Dino Manuzzi Stadion            | Olaszország    | 2 – 1        | Magyarország | Nemzetek Ligája | -            | 58'          |
| 5.           | 2022. június 11.     | Budapest, Puskás Aréna                  | Magyarország   | 1 – 1        | Németország  | Nemzetek Ligája | -            | 87'          |
| 6.           | 2022. június 14.     | Wolverhampton, Molineux Stadion         | Anglia         | 0 – 4        | Magyarország | Nemzetek Ligája | -            | 55'          |
| 7.           | 2022. szeptember 23. | Lipcse, Red Bull Arena                  | Németország    | 0 – 1        | Magyarország | Nemzetek Ligája | -            | 78'          |
| 8.           | 2022. szeptember 26. | Budapest, Puskás Aréna                  | Magyarország   | 0 – 2        | Olaszország  | Nemzetek Ligája | -            | 46'          |
| 9.           | 2022. november 17.   | Luxembourg, Stade de Luxembourg         | Luxemburg      | 2 – 2        | Magyarország | barátságos      | -            | 85'          |
| 10.          | 2022. november 20.   | Budapest, Puskás Aréna                  | Magyarország   | 2 – 1        | Görögország  | barátságos      | -            |              |
| 11.          | 2023. június 17.     | Podgorica, Városi stadion               | Montenegró     | 0 – 0        | Magyarország | Eb-selejtező    | -            | 72'          |
| 12.          | 2023. június 20.     | Budapest, Puskás Aréna                  | Magyarország   | 2 – 0        | Litvánia     | Eb-selejtező    | -            | 60'          |
| 13.          | 2023. szeptember 7.  | Belgrád, Rajko Mitić Stadion            | Szerbia        | 1 – 2        | Magyarország | Eb-selejtező    | -            |              |
| 14.          | 2023. szeptember 10. | Budapest, Puskás Aréna                  | Magyarország   | 1 – 1        | Csehország   | barátságos      | -            | 72'          |
| 15.          | 2023. október 14.    | Budapest, Puskás Aréna                  | Magyarország   | 2 – 1        | Szerbia      | Eb-selejtező    | -            | 62'          |
| 16.          | 2023. október 17.    | Kaunas, S. Darius és S. Girėnas Stadion | Litvánia       | 2 – 2        | Magyarország | Eb-selejtező    | -            | szünetben    |
| 17.          | 2023. november 16.   | Szófia, Vaszil Levszki Nemzeti Stadion  | Bulgária       | 2 – 2        | Magyarország | Eb-selejtező    | -            |              |
| 18.          | 2023. november 19.   | Budapest, Puskás Aréna                  | Magyarország   | 3 – 1        | Montenegró   | Eb-selejtező    | -            | 64'          |
| 19.          | 2024. március 22.    | Budapest, Puskás Aréna                  | Magyarország   | 1 – 0        | Törökország  | barátságos      | -            | 61'          |
| 20.          | 2024. március 26.    | Budapest, Puskás Aréna                  | Magyarország   | 2 – 0        | Koszovó      | barátságos      | -            | 84'          |
| 21.          | 2024. június 4.      | Dublin, Aviva Stadion                   | Írország       | 2 – 1        | Magyarország | barátságos      | -            | 71' 90'      |
| 22.          | 2024. június 8.      | Debrecen, Nagyerdei stadion             | Magyarország   | 3 – 0        | Izrael       | barátságos      | -            | 41'          |
| 23.          | 2024. június 23.     | Stuttgart, MHPArena (GER)               | Skócia         | 0 – 1        | Magyarország | Eb-csoportkör   | -            | 18' 61'      |
| 24.          | 2025. június 10.     | Baku, Dalğa Arena                       | Azerbajdzsán   | 1 – 2        | Magyarország | barátságos      | -            | 72'          |
|              | Összesen             |                                         |                | 24           | mérkőzés     |                 | 0            | gól          |

## Sikerei, díjai

### Bury
- Angol harmadosztály – ezüstérmes: 2018–2019[30]

## Magánélete
A BBC-nek adott interjújában bevallotta, 2020-ban tudta meg, hogy nagymamája magyar. Poya Asbaghi, a Barnsley menedzsere egyik nyilatkozatában elmondta, Styles számára nagy megtiszteltetés Magyarországot képviselni.

## Fordítás
- Ez a szócikk részben vagy egészben  a   Callum Styles című angol Wikipédia-szócikk ezen változatának fordításán alapul.  Az eredeti cikk szerkesztőit annak laptörténete sorolja fel. Ez a jelzés csupán a megfogalmazás eredetét és a szerzői jogokat jelzi, nem szolgál a cikkben szereplő információk forrásmegjelöléseként.